# Michail Alexandrowitsch Wassiljew
Michail Alexandrowitsch Wassiljew (russisch Михаил Александрович Васильев; * 8. Juni 1962 in Elektrogorsk, Russische SFSR, Sowjetunion) ist ein ehemaliger sowjetischer und russischer Eishockeyspieler, der seit seinem Karriereende als Trainer arbeitet.

## Karriere

### Als Spieler
Wassiljew spielte während seiner aktiven Zeit in der sowjetischen Liga für ZSKA Moskau sowie Torpedo Jaroslawl und wurde zwischen 1981 und 1988 insgesamt acht Mal Sowjetischer Meister.
Zwischen 1992 und 2001 spielte er in Italien für die AS Varese, den EV Bozen 84 und den HC Bozen, wo er Italienischer Meister werden konnte. Später war er beim HC Bozen auch als Trainer tätig.

### International
Er gewann mit der sowjetischen Eishockeynationalmannschaft das olympische Eishockeyturnier 1984 in Sarajevo sowie 1983 den Weltmeistertitel.

### Als Trainer
Seit seinem Karriereende 2001 arbeitet Michail Wassiljew als Eishockeytrainer. Dabei betreute er unter anderem die SG Pontebba und den HC Bozen als Cheftrainer. 2009 wurde er Cheftrainer der russischen U18-Nationalmannschaft und betreute parallel die U20-Nationalmannschaft Russlands als Assistenztrainer. Mit der U18-Auswahl belegte er bei der U18-Junioren-Weltmeisterschaft 2010 den vierten Platz. Zwischen 2011 und 2012 war er Cheftrainer des belarussischen U17- und U18-Nationalteams sowie der Zweitliga-Mannschaft von RZOP Raubitschy. Mit der U18-Nationalmannschaft von Belarus nahm er an der Division IB der U18-Junioren-Weltmeisterschaft 2011 teil und erreichte den vierten Platz.

## Erfolge und Auszeichnungen
- Sowjetischer Meister mit dem ZSKA Moskau: 1982–1988 (7×)
- Europapokal-Sieger mit dem ZSKA Moskau: 1980, 1982–1988 (8×)
- Goldmedaille bei der Eishockey-Weltmeisterschaft 1983
- Auszeichnung als VerdientenrMeister des Sports der UdSSR 1983
- Goldmedaille bei den Olympischen Winterspielen 1984
- Bronzemedaille bei der Eishockey-Weltmeisterschaft 1985
- Silbermedaille bei der Eishockey-Weltmeisterschaft 1987
- Italienischer Meister mit dem HC Bozen: 1996, 1997, 2000

## Karrierestatistik

### International
(Legende zur Spielerstatistik: Sp oder GP = absolvierte Spiele; T oder G = erzielte Tore; V oder A = erzielte Assists; Pkt oder Pts = erzielte Scorerpunkte; SM oder PIM = erhaltene Strafminuten; +/− = Plus/Minus-Bilanz; PP = erzielte Überzahltore; SH = erzielte Unterzahltore; GW = erzielte Siegtore; 1 Play-downs/Relegation; Kursiv: Statistik nicht vollständig)